# Everglades
Localisation
Les Everglades sont une zone humide tropicale du sud de la Floride, aux États-Unis. Il s'agit d'une écorégion terrestre définie par le Fonds mondial pour la nature (WWF) appartenant au biome des prairies et savanes inondées de l'écozone néotropicale, dont elle constitue la limite septentrionale. La zone est partiellement protégée, en particulier par le mondialement connu parc national des Everglades, établi en 1934. Les Everglades couvrent une superficie de plus de 15 000 km².
Les Amérindiens Calusa furent les premiers habitants de ces marais subtropicaux qu'ils baptisèrent Pa-hay-okee ou « eaux herbeuses ». Ils vécurent sur la côte plus de 2 000 ans et ne disparurent du sud de la Floride qu'au XVIe siècle avec l'arrivée des Espagnols.

## Géologie
Sur le plan géologique, la région est de formation relativement récente. Son assise fut constituée couche par couche par du corail adhérant à un calcaire oolithique submergé. L'apparition ultérieure de dunes de sable isola cette assise de l'océan et un bassin d'eau douce donna naissance à l'un des plus grands marécages du monde.

## Aménagement du territoire
Au début du XXe siècle, le gouverneur de Floride Napoleon Bonaparte Broward incita le gouvernement à drainer les Everglades de manière à irriguer les exploitations agricoles alentour tout en gagnant des terres pour le développement urbain. Quelque 2 250 km de canaux artificiels furent ainsi construits pour drainer l'eau des grands marécages afin d'alimenter les régions agricoles et suburbaines. Soucieux d'éviter que l'homme ne bouleverse irréversiblement l'équilibre déjà précaire des Everglades, des partisans de la protection du site manifestèrent très vite leur inquiétude face à de tels travaux d'envergure. Une réserve de 809 ha, le Royal Palm State Park, finit par être créée en 1916. Cependant, l'aménagement de la péninsule se poursuivait à un rythme accéléré. Achevée en 1928, la construction du Tamiami Trail (route US-41) ne fit qu'empirer les choses, car elle traversait le cœur des Everglades, bloquant l'écoulement des eaux vers le sud.

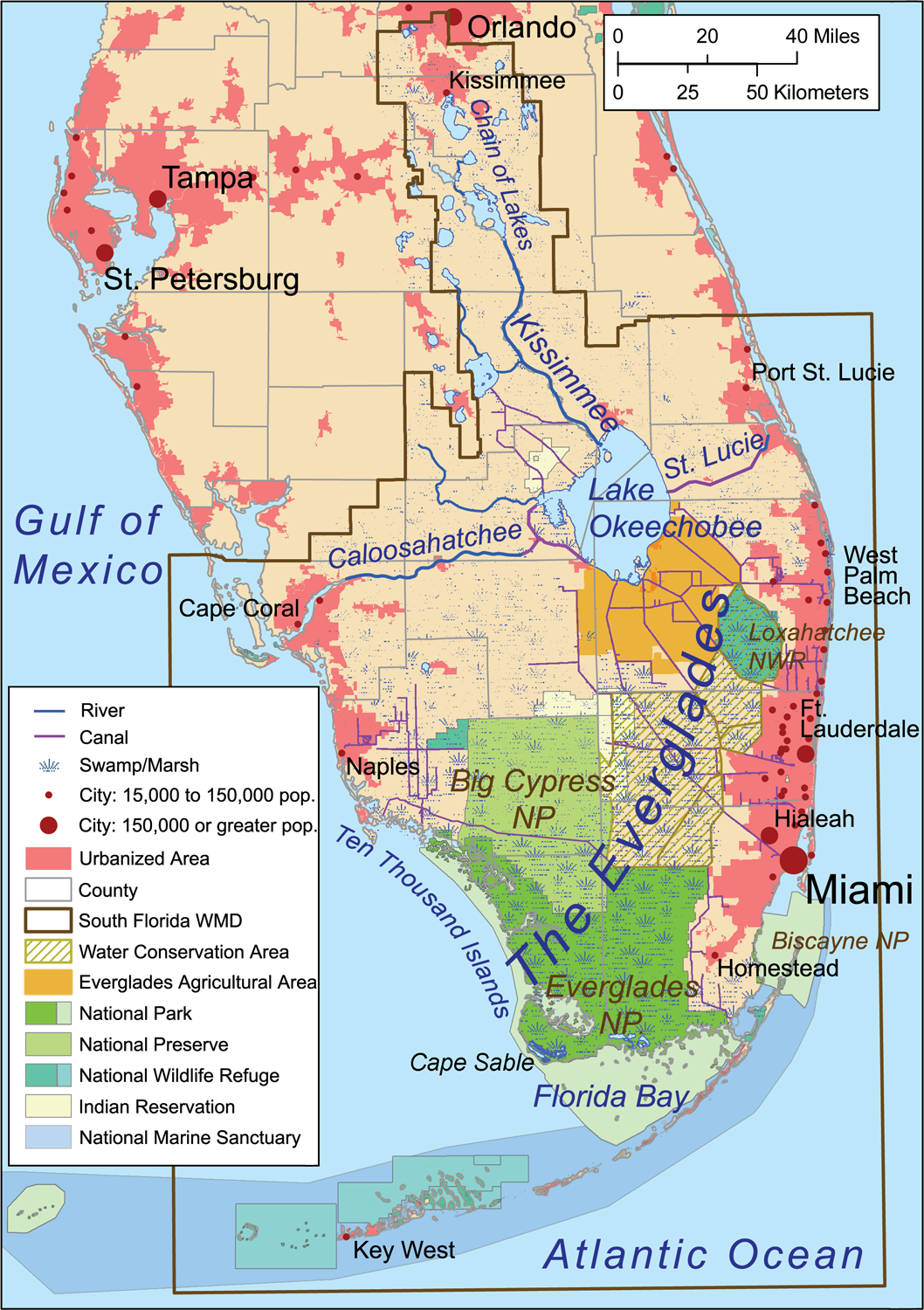
Plan détaillé des Everglades.

La création du parc national des Everglades mit un frein à cette dangereuse vague d'aménagements qui menaçait de faire disparaître un écosystème pourtant irremplaçable.
En 2008, il y avait des tribus indiennes : la tribu séminoles de Floride avec cinq réserves, et les terres de la tribu de Miccosukee des Indiens qui ont été collectivement considérées comme une sixième réserve. Les deux tribus ont mis leurs efforts à rester dans l'ombre tout en exploitant des attractions touristiques. Ils gagnaient de l'argent par des attractions de démonstration de lutte contre des alligators et la vente de produits artisanaux. Ils ont aussi des casinos développés sur certaines de leurs propriétés. Tout ceci a été mis en place pour générer des revenus pour le soutien, les services et le développement économique.